# Elonichthys
Elonichthys ist eine ausgestorbene Gattung der Ordnung Actinopterygii. Dieser mit Ganoidschuppen versehene Knochenfisch (Osteichthyes) lebte vom Unterkarbon bis zum Oberperm.

## Erstbeschreibung
Elonichthys wurde im Jahr 1848 zum ersten Mal von Christian Gottfried Giebel aus Kohleflözen des Saale-Beckens bei Halle wissenschaftlich beschrieben.  Weitere Bearbeitungen der Gattung stammen von Woodward (1891), Eastman (1903), Heintz (1934), Aldinger (1937), Gardiner (1960) und Sepkoski (2002).

## Taxonomie
Laut Gardiner (1962) gehört Elonichthys zur Familie der Elonichthyidae innerhalb der Ordnung der Palaeonisciformes. Schwestertaxa sind Drydenius, Ganolepis und Gonatodus. Schindler (2004) schließt auch noch Meisenheimichthys und Rhabdolepis mit in der Familie der Elonichthyidae ein.  Taxonomisch sehr nahe stehen auch Acrolepis addamsi aus der Familie der Acrolepidae und Mansfieldiscus. Die Gattung besitzt sehr viele Subtaxa wie beispielsweise Elonichthys aitkeni, Elonichthys angolensis, Elonichthys browni, Elonichthys bucklandi, Elonichthys contortus, Elonichthys crassidens, Elonichthys disjunctus, Elonichthys egertoni, Elonichthys ellsi, Elonichthys germari, Elonichthys gibbus, Elonichthys gigas, Elonichthys gondwanus, Elonichthys intermedius, Elonichthys krejcii, Elonichthys macropterus, Elonichthys moutai, Elonichthys palatinus, Elonichthys pectinatus, Elonichthys peltigerus, Elonichthys perpennatus, Elonichthys portlocki, Elonichthys pulcherrimus, Elonichthys punctatus, Elonichthys robisoni, Elonichthys semistriatus, Elonichthys serratus, Elonichthys sphaerosideritarum, Elonichthys striatulus und Elonichthys whaitsi. Das Typusfossil ist Elonichthys germari. Die Taxa Blanzychthys prorobisoni und Watsonichthys eupterygius dürften als Synonyme ebenfalls unter Elonichthys einzuordnen sein.
Die Taxonomie der Gattung Elonichthys ist sehr verworren, da bisher alle mögliche Arten von nur schwierig zuzuordnenden Fischresten hierunter eingereiht wurden, was auch aus der enormen Anzahl von Subtaxa hervorgeht. Sehr wahrscheinlich ist die Gattung Elonichthys paraphyletisch.

## Merkmale
Elonichthys war ein nektischer Räuber, der nicht größer als 15 bis 20 Zentimeter wurde. Sein gesamter Körper wurde mit Ausnahme der Kopfregion von recht dicken, netzartig (rhomboid)  angeordneten Ganoidschuppen bedeckt, die von rückenartigen Erhebungen aus Ganoin überzogen wurden. Diese Schmelzrücken zogen vom vorderen Rücken des Tieres schräg nach hinten in die Bauchregion, wobei sie sich am Unterrand individueller Schuppen diesem in ihrem Verlauf anschmiegten. Der Kopf war kurz mit relativ weit vorn sitzenden Augen. Die recht kräftige Rückenflosse war dreiecksartig und befand sich in Rückenmitte. Das relativ lange Brustflossenpaar war leicht nach hinten gebogen. Zwischen Brust- und Afterflosse befand sich noch ein kleines Bauchflossenpaar. Die verhältnismäßig breite, dreiecksförmige Afterflosse saß unmittelbar unterhalb der Rückenflosse. Die deutlich gespaltene Schwanzflosse war heterocerk. Die kräftigen, robusten Unter- und Oberkiefer waren mit kleinen kegelförmigen Zähnchen besetzt, die in zwei Populationen unterschiedlicher Größe unterteilt werden können. Die Platte des Oberkiefers (Maxillare) war rechteckig und lag sehr hoch. Das Kiefergelenk befand sich hinter dem Gehirnschädel. Kennzeichnend für Elonichthys ist das Fehlen des Suboperculums. Das mit einem leicht konkaven Vorderrand versehene Präoperculum war gut entwickelt. Zu Präoperculum und eigentlichem Operculum trat zusätzlich noch ein weiteres dreieckiges Operculum hinzu. Das Hyomandibulare war geknickt und schloss einen Winkel von 145° ein, wobei der Ventralabschnitt um 1/3 kürzer ausfiel als der Doralabschnitt. Das Supraorbitale setzte sich aus mehreren aneinandergereihten Knochen zusammen und das Suborbitale bestand aus ein bis zwei größeren Knochen. Dieses Merkmal ist bei devonischen Taxa noch nicht zu beobachten.

## Vorkommen

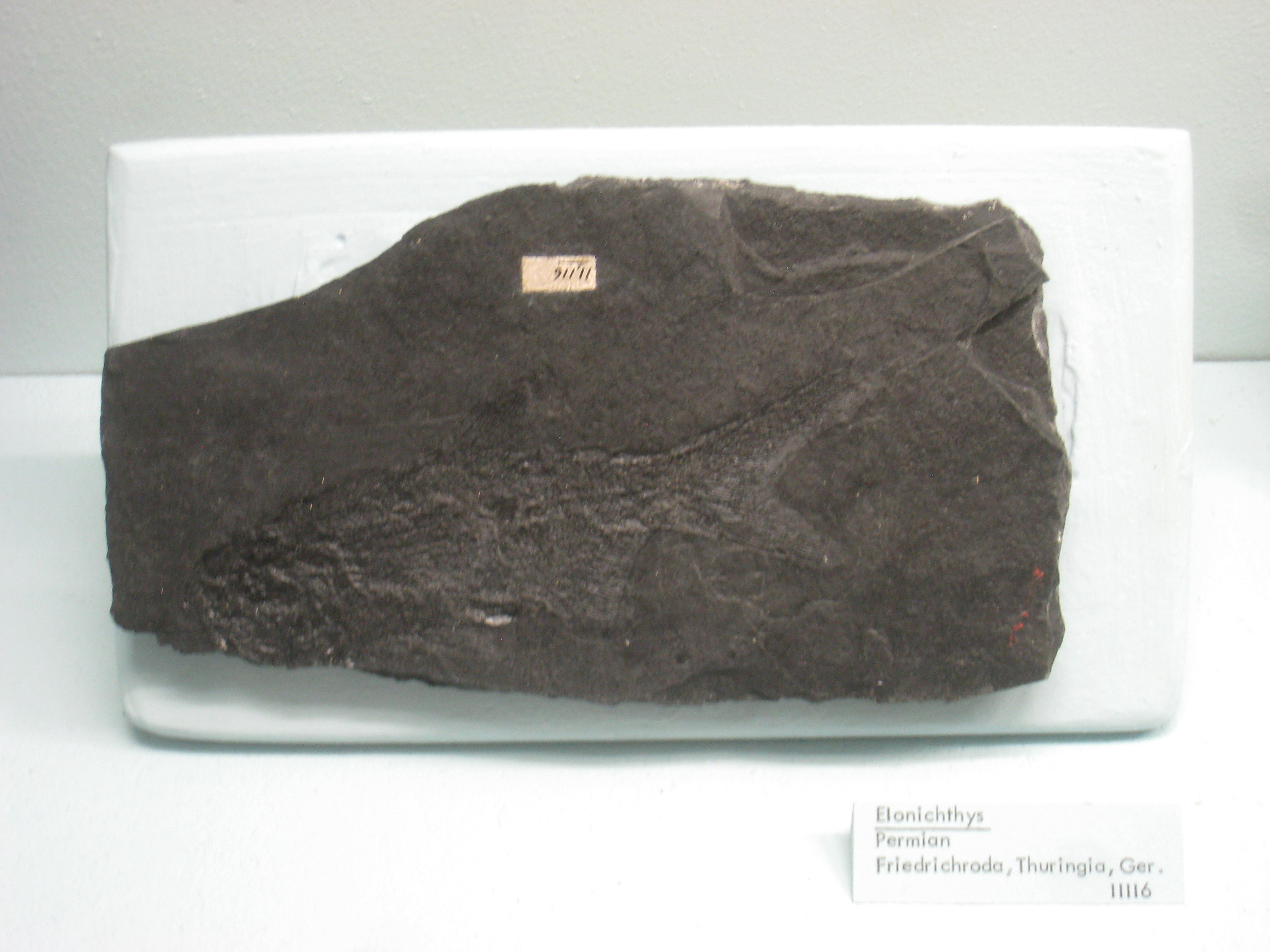
Elonichthys, University of Michigan

Von Elonichthys sind folgende Fundstellen bekannt:
- Angola: Lutôe (Oberstes Perm)[7]
- Australien:
  - Victoria – Mansfield-Becken[8]
- Brasilien – Paraná, Irati-Formation (Unterperm, Cisuralium) – Schuppenreste[9]
- Deutschland:
  - Esperstedt bei Halle (Typusfossil)[10]
  - Saar-Nahe-Becken, Grügelborn und Sitters (mit Watsonichthys eupterygius – Unterperm)[11]
- Frankreich – Montceau-les-Mines (Blanzychthys – Oberkarbon)[12]
- Grönland – Ravnefjeld-Formation (Wuchiapingium)[4]
- Kanada:
  - New Brunswick, Albert Formation[13]
  - Neufundland, Snakes Bight Formation[14]
- Norwegen – Semsvik bei Oslo (Cisuralium)[3]
- Österreich: (sehr wahrscheinlich)
  - Zöbing (Oberkarbon/Unterperm)[15]
- Russland:
  - Kazanium (Roadium) bei Bondyuga und Golyusherma[16]
  - Urzhumium (Wordium) bei Monastyrskoye (Schuppenreste)[17]
- Spanien – Puertollano-Becken[18]
- Südafrika – Beaufort Group bei Fraserburg[19]
- Tschechien:
  - Boskovice-Graben – Letovice-Formation
  - Krkonoše-Becken – Semily-Formation und Syřenov-Formation
  - Lině-Formation und Slany-Formation (Oberkarbon)[20]
- Uruguay: Isla Zapata, Departamento Cerro Largo
- Vereinigtes Königreich:
  - Burntisland, Fifeshire – Calciferous Sandstones Formation[21]
  - Edinburgh
    - Burdiehouse (Oberkarbon)[21]
    - Granton Harbour – Wardie Shales (Unterkarbon, Viseum)

  - Eskdale, Dumfriesshire – Glencartholm Volcanic Beds Formation (Unterkarbon, Viseum)[22]
  - Lancaster Fells – Caton Shales Formation (Unterkarbon, Serpukhovium)[23]
- Vereinigte Staaten:
  - Illinois:
    - Mazon Creek, Carbondale Formation (Oberkarbon)[24]
    - Will County, Carbondale Formation (Oberkarbon)[25]